# 最红 (新歌精选)
最红（新歌精选）是韩红在2004年4月8日发行的专辑。
所属语言：普通话
唱片公司：滚石唱片

## 曲目
1. 我的祖国
2. 绒花
3. 洗衣歌
4. 情深谊长
5. 天天想你
6. 变
7. 思念谁
8. 一江水
9. 空白
10. 爱的箴言
11. 笑也依然
12. 让爱做主
13. 青藏高原
14. 你不会回来
15. 哪个冬季
16. 天涯（藏语版）
17. 歌唱2002
18. 浪拉山情
19. 来吧
20. 这样的女人
21. 月亮
22. 蓝
23. 醒了
24. 那片海
25. 天空
26. 天亮了
27. 斜当（藏译）歌唱
28. 穿行
29. 雪域当芒
30. 喜玛拉雅
31. 北京的金山上
32. 漂
33. 家乡
34. 风雨中的美丽

| 前任： 红 | '韩红的专辑' 4-2004 | 繼任： 红歌汇 （韩红精选集） |